# Ghat

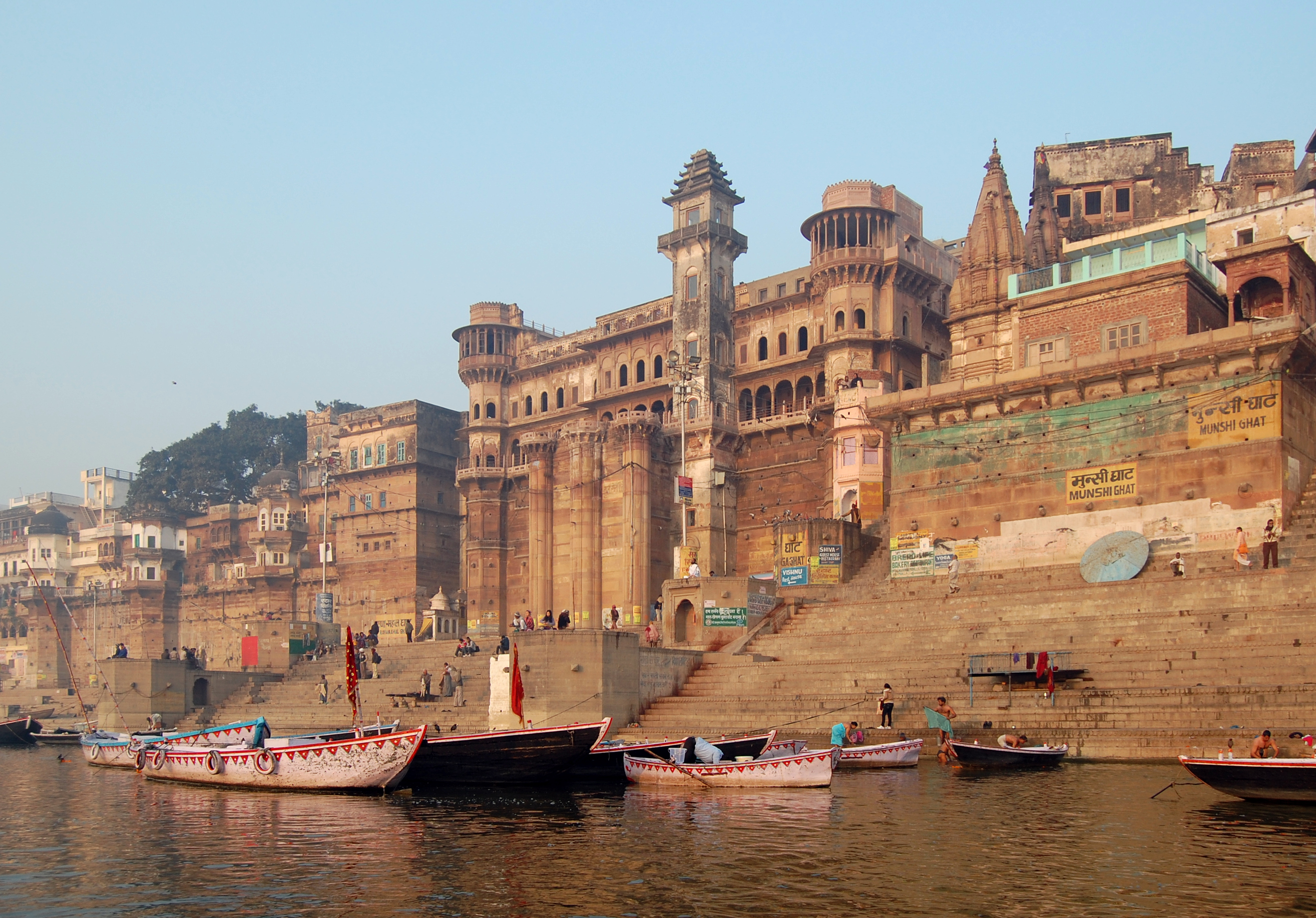
Ghat Munshi

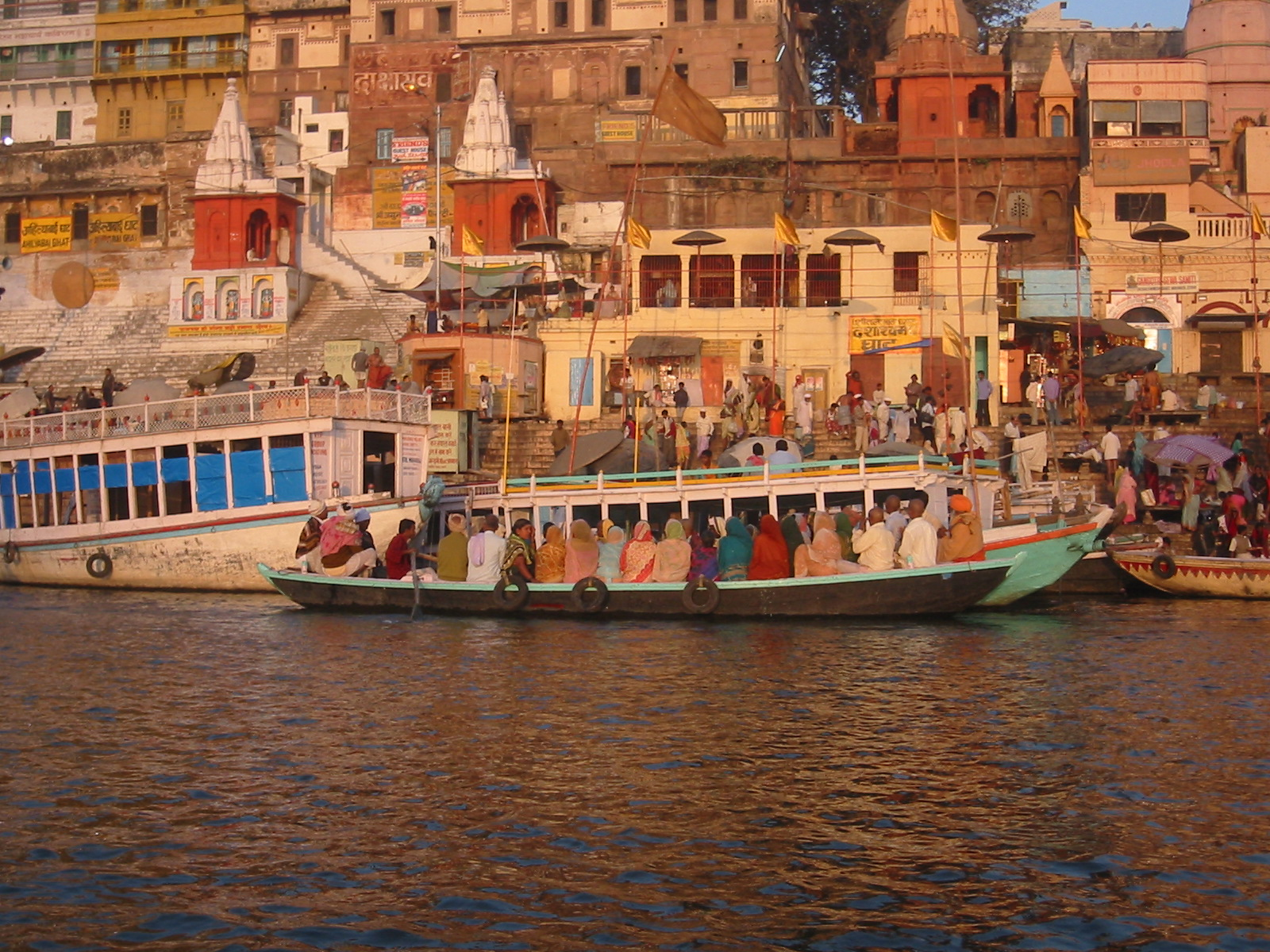
Ghat Dashashwamedh no rio Ganges, em Varanasi.

Ghat (hi), um termo usado no subcontinente indiano, para se referir à série de degraus que levam a um corpo de água ou cais, como um local de banho ou cremação ao longo das margens de um rio rio ou lagoa, os Ghats de Varanasi, Dhobi Ghat ou o Aapravasi Ghat.

## Etimologia
A origem do inglês 'ghat' é em sânscrito:  घट्ट, ghaṭṭa e é normalmente traduzido como ghaṭ, cais, local de desembarque ou banho, bem como, degraus à beira de um rio. A palavra 'ghat' também foi derivada de étimos dravidianos, como do telugo kaṭṭa  e gaṭṭu (represa e aterro), derivados de kaṭṭu  que significa "amarrar".

## Tipos

### Ghats de rios
Estes são cais de banho em um rio. Os numerosos ghats significativos ao longo do rio Ganges são os ghats de Varanasi (a cidade de Varanasi possui 88 ghats) e genericamente os "ghats do Ganges". A maioria deles foi construída sob o patrocínio de vários governantes Marata, como Ahilyabai Holkar (rainha do Reino Malwa de 1767 a 1795) no século XVIII.
Em Madia Pradexe, na Índia central, há outros ghats importantes ao longo do rio Narmada. Pessoas que vivem nos degraus também são chamadas de ghats.

### Shmashana, os ghats de cremação

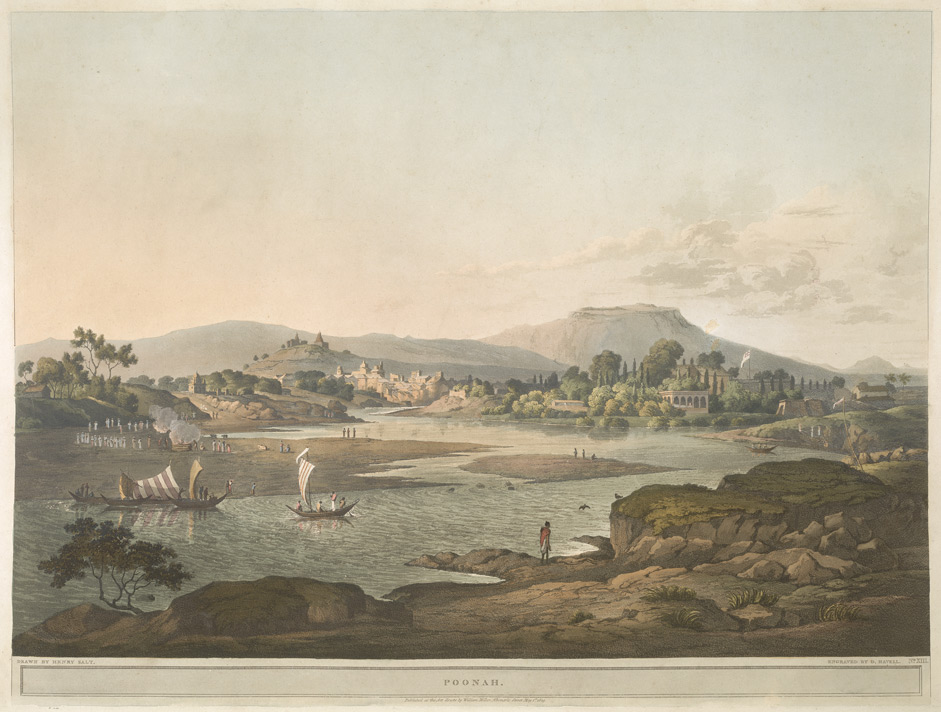
Uma pintura do final do século XVIII de Pune com o ghat Shmashana na confluência dos rios Mula e Mutha em primeiro plano

Ghats como estes são úteis para propósitos mundanos (como limpeza) quanto para ritos religiosos (ou seja, banhos rituais ou abluções); também existem ghats específicos de "shmashana" ou "cremação" onde os corpos são cremados à beira da água, permitindo que as cinzas sejam lavadas pelos rios. Exemplos notáveis incluem o Ghat Nigambodh e Raj Ghat em Deli, situados no rio Yamuna. Ghat Raj, em particular, foi o local de cremação de Mahatma Gandhi e vários líderes políticos depois dele, e o Ghat Manikarnika em Varanasi no Ganges.

### Como sufixo de nome de lugar
"Ghat" e "Ghata" também são sufixos usados em vários nomes de lugares no subcontinente indiano, em Bangladesh, na Índia e no Nepal.

## Fora do subcontinente indiano
A palavra também é usada em alguns lugares fora do subcontinente indiano. Por exemplo, em George Town, Malásia, o rótulo "Ghaut" é usado para identificar as extensões daquelas ruas que antes terminavam em ghats antes da recuperação do cais (por exemplo, Igreja São Ghaut, em malaio Gat Lebuh Gereja, é o nome da extensão da Igreja St além de onde a rua costumava descer para a água por meio de um ghat). Tanto em Penang quanto em Singapura, há áreas chamadas Dhoby Ghaut (dhobi significa "lavador" ou "lavanderia", dependendo se se refere a uma pessoa ou a um negócio).
Aapravasi Ghat ou Depósito de Imigração é um complexo de edifícios localizado em Port Louis, na ilha de Maurícia no Oceano Índico, a primeira colónia britânica a receber mão de obra contratada da Índia. De 1849 a 1923, meio milhão de trabalhadores indianos contratados passaram pelo Depósito de Imigração, para serem transportados para plantations em todo o Império Britânico. A migração em larga escala dos trabalhadores deixou uma marca indelével nas sociedades de muitas ex-colônias britânicas, com os indianos constituindo uma proporção substancial de suas populações nacionais. Somente na Maurícia, 68 por cento da população total atual é de ascendência indiana. O Depósito de Imigração tornou-se, portanto, um importante ponto de referência na história e identidade cultural da Maurícia.